# Teatro Ventidio Basso
Il teatro Ventidio Basso di Ascoli Piceno si trova in via del Trivio, di fronte al chiostro Maggiore di San Francesco, nelle immediate vicinanze di piazza del Popolo. Dei due teatri storici cittadini (l'altro è il Filarmonici) è il teatro di maggiori dimensioni ed importanza. Ospita la stagione lirico - concertistica, di prosa, balletti, concerti di musica leggera e convegni.

## Storia
Questo teatro rappresenta la continuità della tradizione teatrale ascolana. La prima struttura della città, realizzata interamente in legno, risale infatti al 1579 e si trovava nel palazzo Anzianale, nel salone anticamente del Consiglio Generale (oggi Sala della Vittoria nel percorso della Pinacoteca).
Precedentemente alla costruzione del teatro, l'area dove sarebbe sorto il teatro era occupata da vari edifici di epoca rinascimentale, di cui abbiamo notizia di ampliamenti e modifiche nel 1689 e nel 1733. Inizialmente era un teatro di legno semicircolare a gradoni, dalla metà del seicento in poi divenne un teatro in legno con 4 ordini di palchi, per opera dell'architetto Giovanni Maria Galli, detto il Bibbiena.
Nel 1827 si iniziò ad ipotizzare la realizzazione di un nuovo grande edificio teatrale comunale (mentre l'Accademia dei Filodrammatici aveva in animo di costruire il teatro omonimo), principalmente per motivi di sicurezza, temendo che la sala nel palazzo comunale potesse andare a fuoco. Per il nuovo teatro, da edificarsi sul Trivio, in prossimità della chiesa di San Francesco, fu creata la Società dei Palchettisti, che insieme al Comune avrebbe partecipato alla costruzione del nuovo edificio. Si decise di affidarne la progettazione ad Ireneo Aleandri di Sanseverino, uno dei maggiori architetti del tempo, già progettista di teatri e altre opere architettoniche. Il progetto fu tuttavia realizzato tra il 1840 ed il 1846, dopo che l'architetto ebbe abbandonato l'opera per dissapori con la committenza.
Gli subentrarono gli ascolani Marco Massimi e Gabriele Gabrielli, e l'architetto fermano Giambattista Carducci, i quali apportarono numerose modifiche e innovazioni alle linee originali del disegno.
Inaugurato nel novembre 1846 con l'Ernani di Giuseppe Verdi e I puritani di Vincenzo Bellini, fu intitolato al generale Publio Ventidio Basso, ascolano, vissuto nel I secolo a.C. che riuscì a salire i gradi della gerarchia militare romana. Ventidio Basso fu uno dei principali luogotenenti di Marco Antonio e ottenne gli onori del trionfo per le sue brillanti vittorie contro i Parti nel 39-38 a.C.

## Descrizione

### Esterno
La facciata neoclassica, realizzata da Gabriele Gabrielli nel 1851, in travertino, è caratterizzata da un corpo centrale, che presenta, nell'ordine inferiore un pronao, preceduto da sei colonne in ioniche, che attraverso vari ingressi immettono nel foyer del piano terra. L'ordine superiore, è scandito da altrettante colonne composite, alternate a finestre e sormontate da timpano triangolare. Le ali laterali della facciata sono caratterizzate da due nicchie nell'ordine inferiore, cui corrispondono in quello superiore altrettante finestre lunettate con decorazione a palmette. La parte posteriore dell'edificio mostra maggiormente le preesistenze rinascimentali dell'area. L'ingresso laterale (riservato agli artisti), di impronta cinquecentesca, immette in un piccolo cortile con un loggiato ad arcate e portali e finestre riquadrate.

### Interno
Dall'interno del pronao si accede al foyer del piano terra, ambiente suddiviso in due parti da quattro coppie di colonne ioniche in gesso ed arricchito lungo il perimetro da nicchie con all'interno delle statue opere di Giorgio Paci (1845 circa), che raffigurano la Danza, la Tragedia, la Commedia e l'Armonia, rappresentate allegoricamente da figure femminili, lungo i lati brevi; a lato dell'ingresso alla sala, sono rappresentati Apollo e Minerva. La volta è a cassettoni in stucco decorati a rosoncini. Sui lati lunghi si aprono altri ambienti (caffè, guardaroba), mentre lateralmente si accede alle scalinate che immettono ai palchi.
Oltrepassato il foyer del piano terra è la sala, di 15 metri di corda, dalla forma a ferro di cavallo con quattro ordini di palchi, suddivisi in 23 palchetti ciascuno, ed il loggione a galleria, per una capienza complessiva di 842 spettatori. Le superfici esterne dei palchetti sono impreziosite dalla decorazione in stucco dorato, realizzata da Giorgio ed Emidio Paci su disegno dell'architetto Giambattista Carducci, raffiguranti composizioni di putti, trofei e strumenti musicali. Le sue poltrone sono rivestite di velluto liscio di colore rosso.
L'originaria decorazione pittorica fu affidata nel 1846 al pittore anconetano Vincenzo Podesti che realizzò, in collaborazione con Carlo Carbonari, la decorazione del sipario, raffigurante "Il trionfo di Ventidio Basso sui Parti", oltre che quella della volta, caratterizzata da un'immagine allegorica nella parte centrale, ed attorniata da medaglioni raffiguranti le Muse e Uomini illustri. I meccanismi del palcoscenico furono curati da Gabriele Ferretti di Ancona.
L'attuale decorazione del soffitto fu invece realizzata da Ferdinando Cicconi nel 1872, in sostituzione della precedente, che risultava assai deperita nel 1870. Dal rosone centrale, decorato con motivi a imitazione di un intaglio, si estende la decorazione di fondo, dai toni rosati, a rombi ed iris, su cui fluttuano, entro ovali, le otto Muse, in luogo delle nove della tradizione classica (manca Urania), rappresentate però da quattro figure femminili e quattro putti. Il tutto è delimitato da una balaustra adorna di otto vasi di fiori, le cui linee anticipano il Liberty. I due pennacchi che separano la volta circolare dalla parte sopra il boccascena presenta due medaglioni a monocromo simulanti bassorilievi raffiguranti Goldoni ed Alfieri, mentre lo spazio al di sopra del boccascena vede un'analoga rappresentazione dei maggiori compositori: Verdi, Bellini, Rossini, Donizetti e al centro una rappresentazione di strumenti musicali.
In corrispondenza del terzo ordine di palchi è il ridotto del piano superiore, realizzato per la Società Filarmonica Ascolana che vi ebbe la sua sede dal 1874, chiuso da un lato da una serie di colonne ioniche che sorreggono una balconata dove trovavano posto i musicisti. Il soffitto, decorato a motivi floreali con un rosone centrale e quattro rappresentazioni angolari delle Stagioni, denota caratteristiche stilistiche proprie dello stile Liberty e la sua esecuzione è collocabile ad inizio Novecento. Lungo una delle pareti sono collocati due quadri barocchi raffiguranti Ventidio Basso a cavallo, opera settecentesca di Biagio Miniera, e Papa Niccolò IV in trono, del XVII secolo, di Ludovico Trasi. La parete opposta è invece interamente occupata dall'imponente opera del pittore Massimiliano Gallelli, firmata e datata nel 1911, raffigurante I Garibaldini che entrano a Roma, tela caratterizzata dalla commistione di elementi risorgimentali e di mitologia romana. Arricchiscono la sala consolles neoclassiche, su cui sono collocati busti femminili, ed il busto raffigurante Ventidio Basso, opera dello scultore Serafino Tramazzini, donato al Comune nel 1883.